# Ekplätt
Ekplätt (Corticium quercicola) är en svampart som beskrevs av Jülich 1982. Ekplätt ingår i släktet Corticium och familjen Corticiaceae.  Arten är reproducerande i Sverige. Inga underarter finns listade i Catalogue of Life.